# Middelbuurt
Middelbuurt est un ancien lieu habité de l'île de Schokland, aux Pays-Bas. Depuis l'assèchement du Noordoostpolder, il est rattaché à la commune éponyme, dans la province de Flevoland.

## Histoire
Middelbuurt, également nommée Molenbuurt, est un ancien « woonterp », c'est-à-dire un lieu habité, situé sur la partie sud de l'Ens, dans l'ancienne île de Schokland (Zuiderzee).  
Seules l'église Enserkerk et une grange sont conservées, avec le statut de monument national.

## Situation
| - OpenStreetMap Géolocalisation du site de Middelbuurt, village de Schokland, commune de Noordoostpolder. |

## L'église Enserkerk
L'ancienne église, dont le nom fait référence à l'ancien lieu-dit Ens, situé au sud de l'ancienne île Schokland, est une église réformée, construite en 1834, pour remplacer un bâtiment en bois, de 1717. Un presbytère datant de 1650 et la première église sont endommagés par la tempête de 1825 en mer du Nord, et tombent en ruine. Ils sont démolis et remplacés par l'actuel bâtiment en pierre. Lorsque l'île est évacuée en 1859, l'église est préservée. L'île est ensuite enclose dans le Noordoostpolder, et est entourée de terres. 
L'édifice fait l'objet d'une première restauration en 1944. Le musée de Schokland est installé dans l'église, de 1947 à 1990. Le bâtiment est ensuite restauré, et accueille des expositions temporaires ou des célébrations de mariage.

Enserkerk
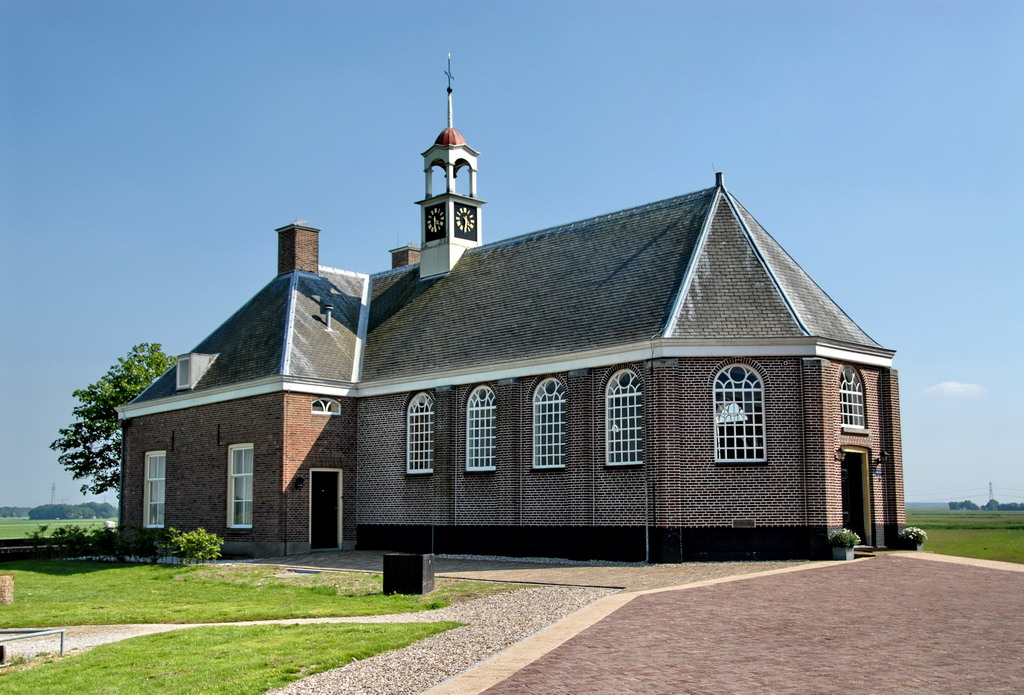
L'église
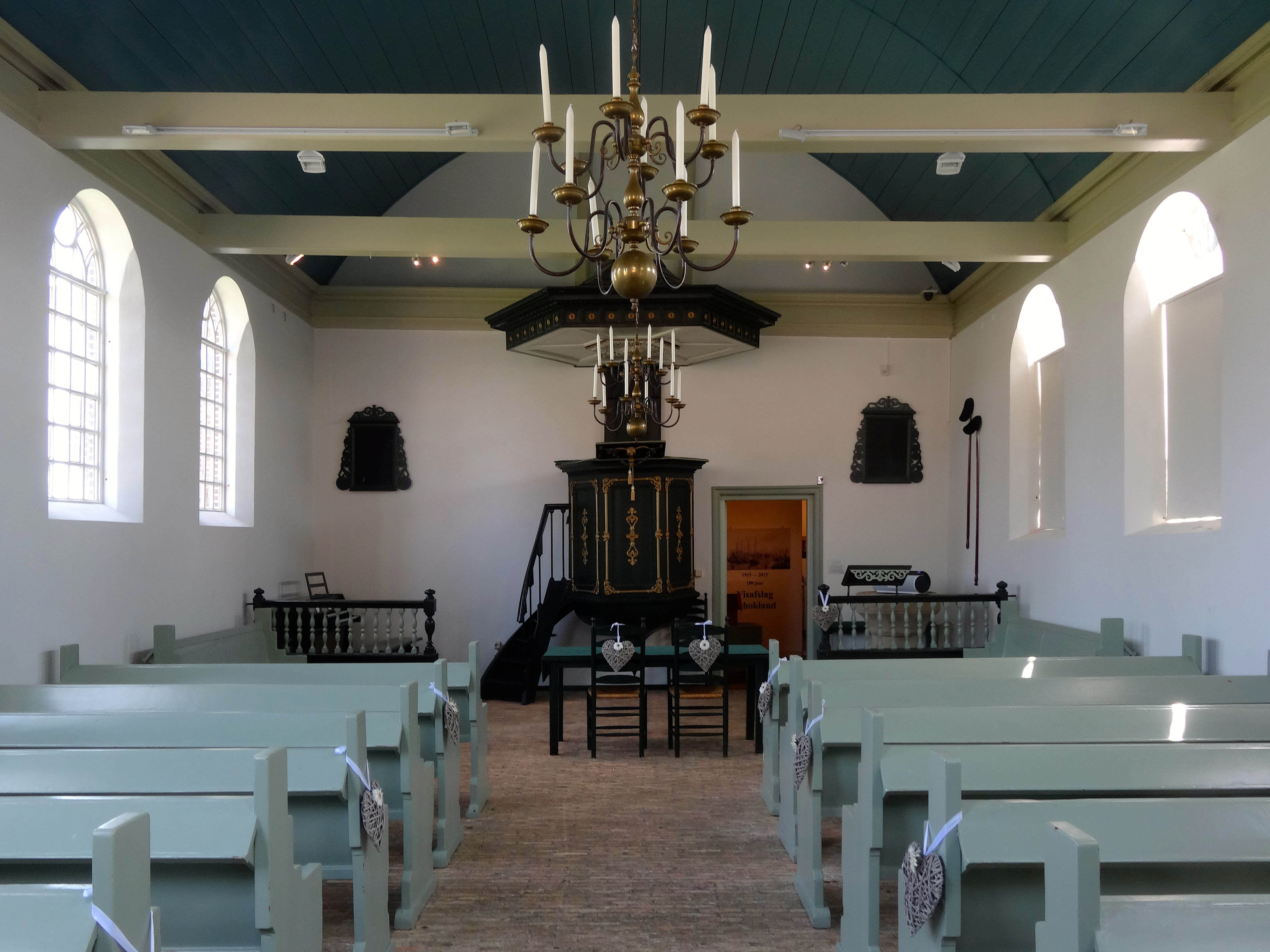
L'intérieur
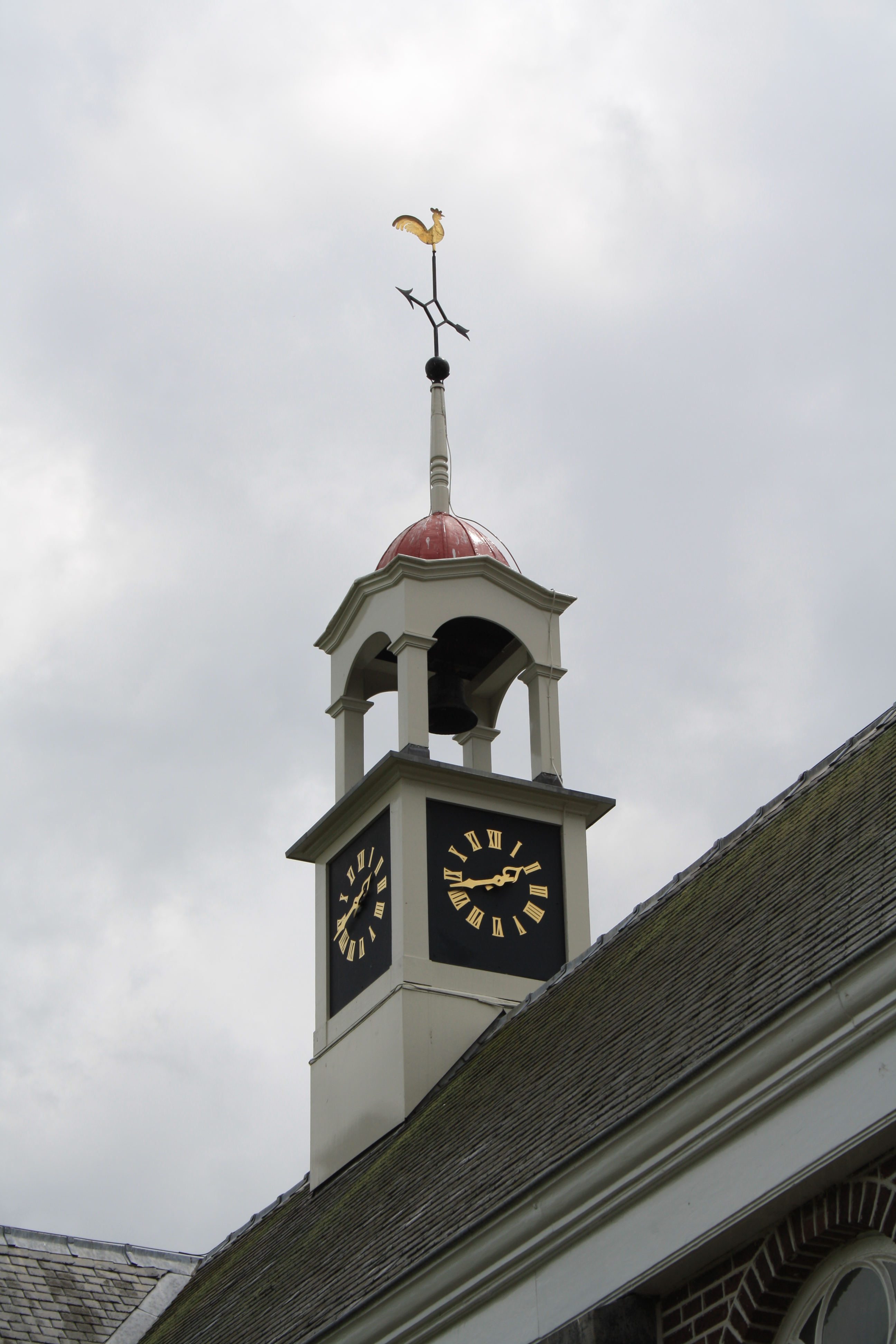
Le clocher
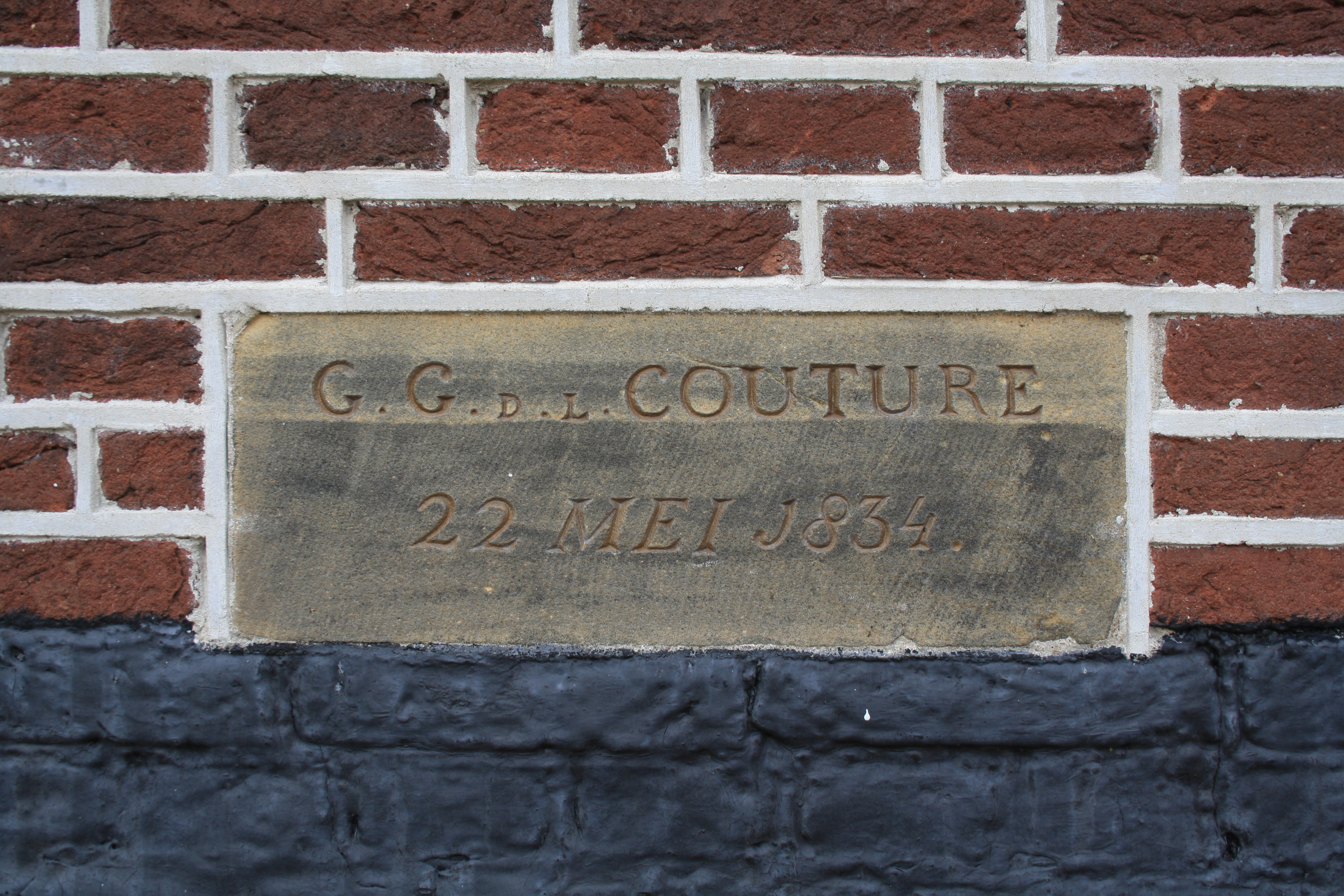
Première pierre (1834)

Dans les années 1980, les maisons sont placées dans le Zuiderzeestijl au sein du Musée de Schokland. La butte elle-même bénéficie du statut de monument national en raison de son intérêt historique et culturel.

## Galerie

Middelbuurt
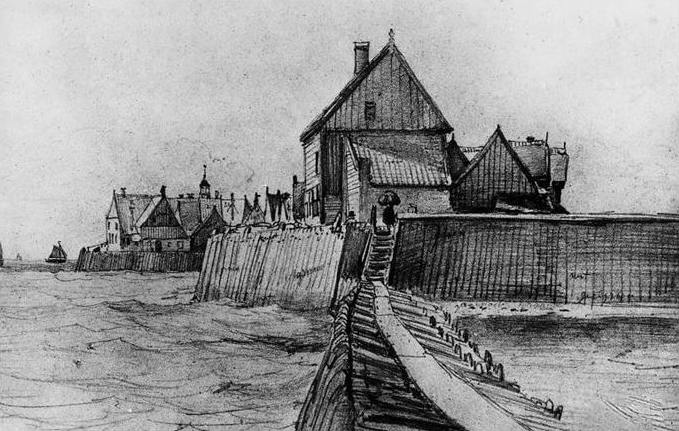
Middelbuurt en 1845 (dessin)
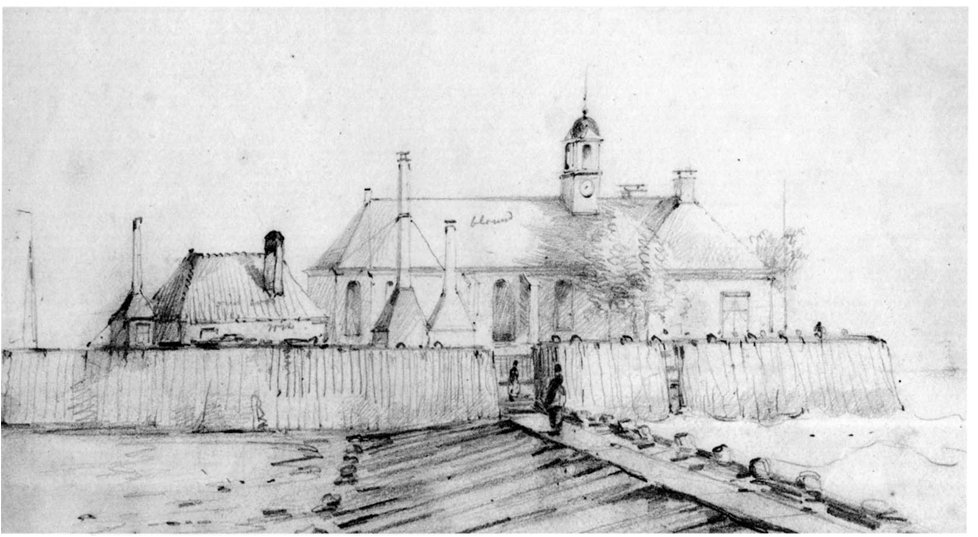
Au XIXe siècle
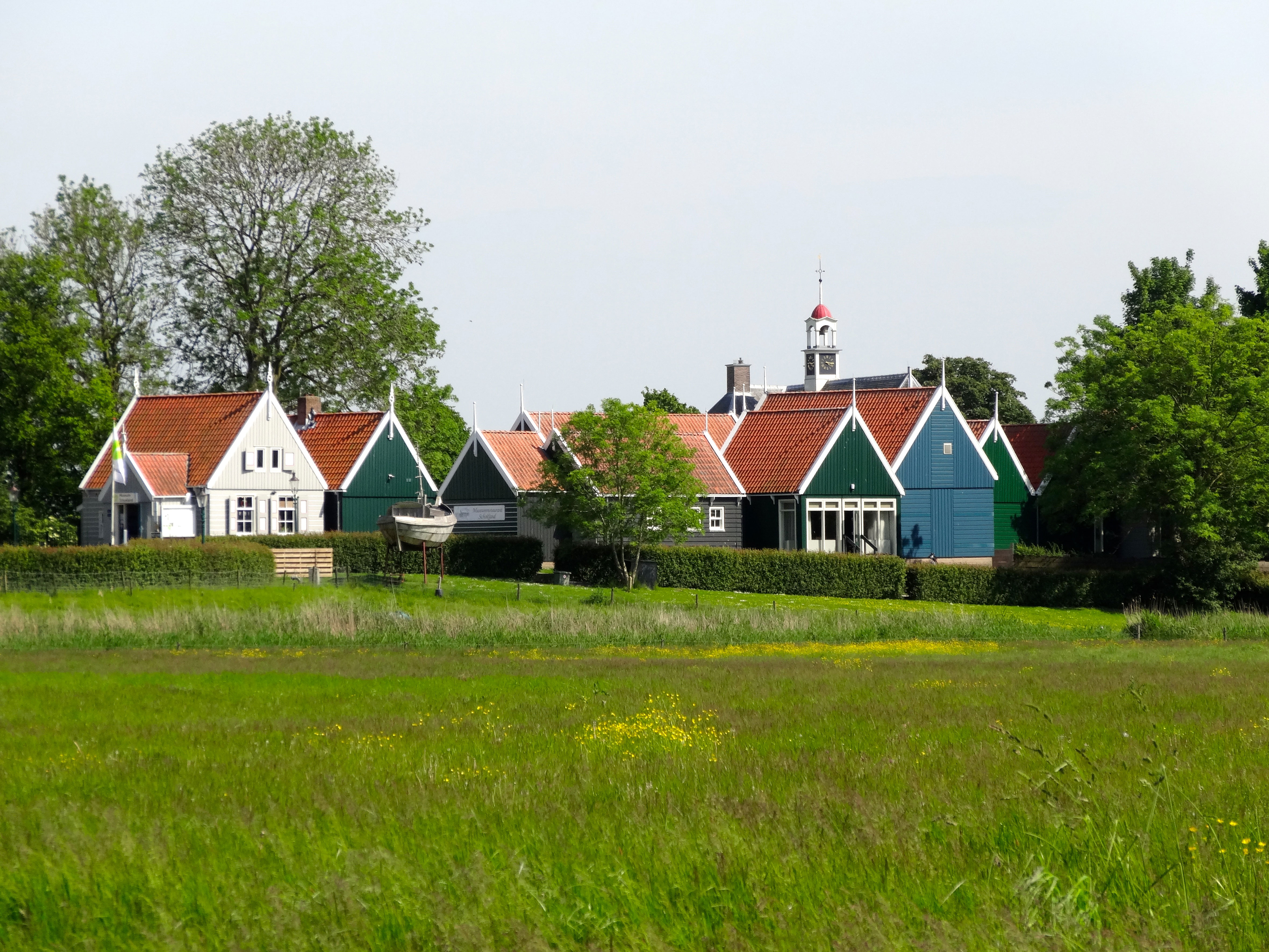
Panorama actuel de Middelbuurt.
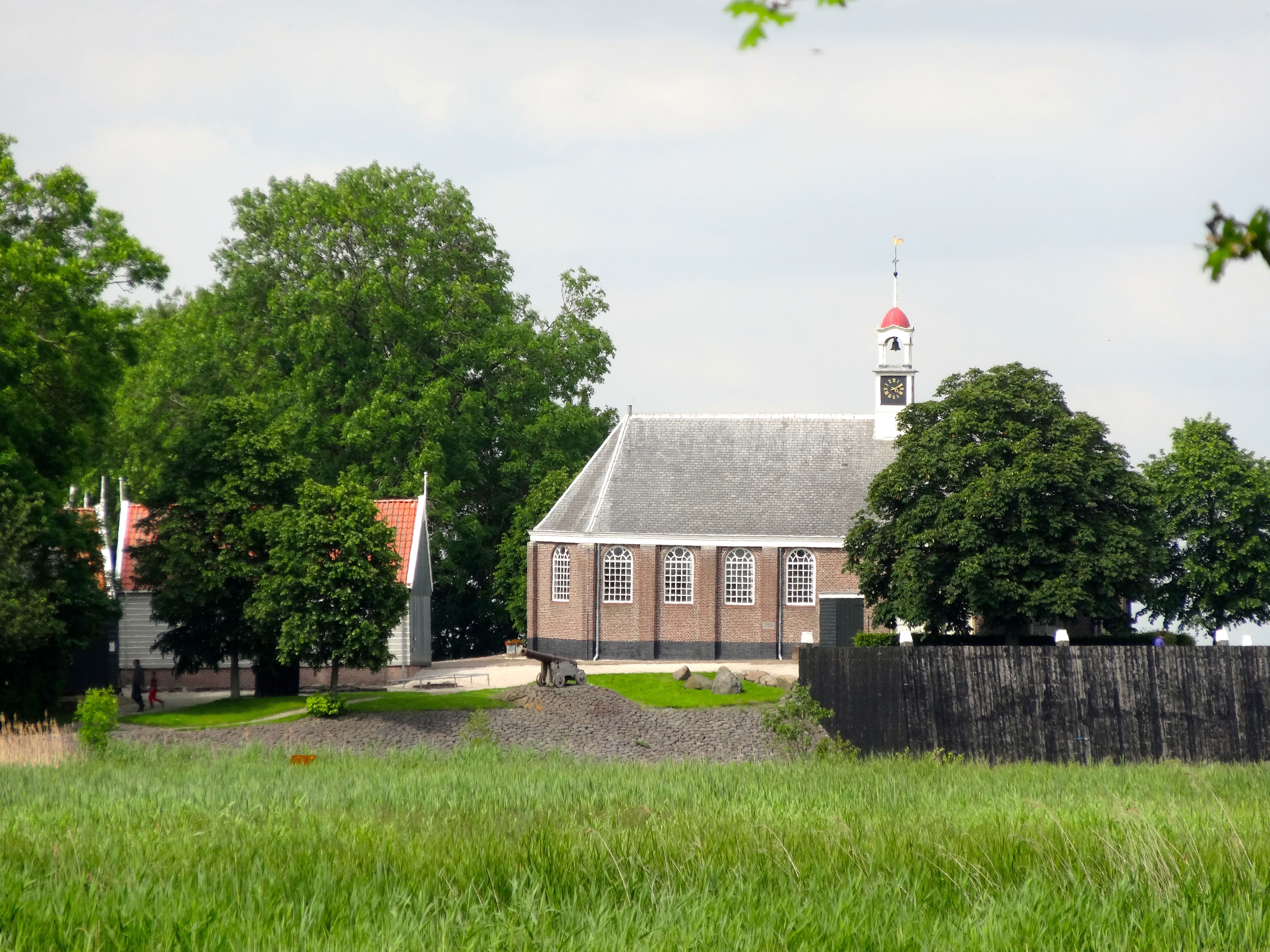
L'église actuelle